# Přebor Severočeského kraje
Přebor Severočeského kraje (Severočeský krajský přebor) byla krajská československá a později česká fotbalová soutěž, která se hrála dvoukolovým systémem podzim - jaro od sezóny 1960/61 do sezóny 2001/02. Po změně krajského správního uspořádání na ni navázal Přebor Ústeckého a Libereckého kraje.

## Stupně soutěže
dle historického vývoje
- 1960/61 – 1964/65: skupina 3. nejvyšší československé fotbalové soutěže
- 1965/66 – 1968/69: skupina 4. nejvyšší československé fotbalové soutěže
- 1969/70 – 1976/77: skupina 5. nejvyšší československé fotbalové soutěže
- 1977/78 – 1980/81: skupina 4. nejvyšší československé fotbalové soutěže
- 1981/82 – 2001/02: skupina 5. nejvyšší československé fotbalové soutěže

## Systém
Soutěž se hrála od léta do jara se zimní přestávkou. Účastnilo se jí 12–16 týmů ze Severočeského kraje, každý s každým hrál jednou na domácím hřišti a jednou na hřišti soupeře. Celkem se tedy hrálo 22–30 kol.

## Vítězové
| Ročník    | Vítězný tým                   | Počet týmů             | Stupeň soutěže         |
| --------- | ----------------------------- | ---------------------- | ---------------------- |
| 1960/1961 | TJ Chemička Ústí nad Labem    | 12                     | 3.                     |
| 1961/62   | TJ Baník Most                 | 14                     | 3.                     |
| 1962/63   | TJ Jiskra Jablonec nad Nisou  | 14                     | 3.                     |
| 1963/64   | TJ Baník DPG Hrdlovka         | 14                     | 3.                     |
| 1964/65   | TJ Spartak Ústí nad Labem     | 14                     | 3.                     |
| 1965/66   | Dukla Žatec                   | 14                     | 4.                     |
| 1966/67   | Union Teplice „B“             | 14                     | 4.                     |
| 1967/68   | TJ Chemička Ústí nad Labem    | 14                     | 4.                     |
| 1968/69   | TJ Spartak Roudnice nad Labem | 14                     | 4.                     |
| 1969/70   | TJ Lokomotiva Bílina          | 16                     | 5.                     |
| 1970/71   | TJ SU Teplice „B“             | 16                     | 5.                     |
| 1971/72   | TJ LIAZ Jablonec „B“          | 16                     | 5.                     |
| 1972/73   | TJ Slavoj Litoměřice          | 16                     | 5.                     |
| 1973/74   | TJ Dynamo Doksy               | 16                     | 5.                     |
| 1974/75   | TJ CHZ Litvínov               | 16                     | 5.                     |
| 1975/76   | TJ Sepap Jílové               | 14                     | 5.                     |
| 1976/77   | TJ SZ Česká Lípa              | 14                     | 5.                     |
| 1977/78   |                               |                        | 4.                     |
| 1978/79   | TJ LIAZ Jablonec „B“          | 14                     | 4.                     |
| 1979/80   |                               |                        | 4.                     |
| 1980/81   |                               |                        | 4.                     |
| 1981/82   |                               |                        | 5.                     |
| 1982/83   |                               |                        | 5.                     |
| 1983/84   |                               |                        | 5.                     |
| 1984/85   |                               |                        | 5.                     |
| 1985/86   |                               |                        | 5.                     |
| 1986/87   |                               |                        | 5.                     |
| 1987/88   | TJ JZD Blšany                 | 16                     | 5.                     |
| 1988/89   | ČFK Brňany                    | 16                     | 5.                     |
| 1989/90   | TJ Sokol Brozany              | 16                     | 5.                     |
| 1990/91   | FK Armaturka Ústí nad Labem   | 16                     | 5.                     |
| 1991/92   |                               |                        | 5.                     |
| 1992/93   |                               |                        | 5.                     |
| 1993/94   |                               |                        | 5.                     |
| 1994/95   |                               |                        | 5.                     |
| 1995/96   |                               |                        | 5.                     |
| 1996/97   |                               |                        | 5.                     |
| 1997/98   |                               |                        | 5.                     |
| 1998/99   |                               |                        | 5.                     |
| 1999/00   |                               |                        | 5.                     |
| 2000/01   |                               |                        | 5.                     |
| 2001/02   |                               |                        | 5.                     |
| 2002/2003 | Přebor Ústeckého kraje        | Přebor Ústeckého kraje | Přebor Ústeckého kraje |